# 村松焼
村松焼（むらまつやき）は、天保12年（1841年）から明治25年（1892年）まで新潟県の村松藩の城下町村松（現・新潟県五泉市）で焼かれた陶器。天保13年（1842年）から文久2年（1862年）までの間、三回ほど藩営釜であった。製品はほとんど陶器であるが一部半磁器質も作られている。商品の主体は各種の日用品である。

## 歴史
村松燒は、当初は村松城南東の大口にあった海老屋三平の経営する民窯であった。天保12年（1841年）12月、この海老屋のもとにのちに村松藩窯の瀬戸方棟梁を長く勤めることになる陶工道川忠治がやってきた。忠治は文政1年（1818年）3月27日、出羽国道川村（現・秋田県由利本荘市）に生まれ、12歳のとき、寺内村(現・秋田県秋田市寺内）に住む伯母婿で寺内焼の陶工桜田周八に弟子入りした。この寺内焼は、天明7年（1787年）に白岩焼の陶工であった宮崎善四郎がこの地に分かれて開窯したもで、おもに日用陶器を焼いた民窯である。忠治はここで九年間陶工としての修業を積んだ後、三年間諸国の窯を廻ってのち村松にきた。そこで忠治は阿部の姓を郷里の道川村になぞらえて道川に改めた。忠治が海老屋のもとで働き始めた1年後の天保13年（1842年）11月、この海老屋三平の経営する大口窯が「御手山」つまり藩窯となったが、早くも二年後の弘化1年（1844年）5月には山田屋清左衛門に払い下げとなり、代わって弘化2年（1845年）7月に、近くの日枝神社裏手のムジナ沢に新たな藩窯が築かれた。このころ忠治は新たな技術習得の欲求が高まっていたのか、弘化3年（1846年）10月暇を取り、相馬大堀（福島県双葉郡浪江町）の大堀焼窯元、半谷六郎左衛門に弟子入りし、2年間に渡り新しい陶芸技術の習得に努めた。忠治が村松に戻った時、ムジナ沢の藩窯は再び民間払い下げとなって海老屋三平の手に経営が移っていた。忠治は再び海老屋三平のもとで大堀焼で得た技術を駆使した新たな製品を作ったが、この頃が村松焼の全盛期であったと推定されている。そして、2年後の嘉永3年（1850年）春には海老屋三平に替わって忠治らが窯を維持した。その後、嘉永5年（1852年）11月、本堂山北端の山際にある搗屋小路に三度藩窯が築かれ、忠治が三度棟梁を命ぜられる事となった。更に、安政2年（1855年）1月、忠治は藩主堀直央の御手回りに召し抱えられている。安政6年（1859年）3月には搗屋小路に瀬戸山役所が建設され、その年5月に隠居した藩主堀直央はたびたび役所に姿を見せ忠治と「やきもの」論議は交わしていた。その直央も万延1年（1860年）にはこの世を去り、更に文久2年（1862年）8月、藩窯はまたもや山田屋清左衛門に払い下げとなった。明治の初め頃、山田屋の下で村松燒は一時的に営業を拡大するが、それも長くは続かず、明治25年（1892年）に窯を閉ざした。また忠治も明治8年（1875年）に死去した。

## 製品
窯村松焼は、大口からムジナ沢、搗屋小路と窯場を三した。道川忠治の『記録』には、搗屋小路窯が払い下げとなる2年前の安政7年（1860年）3月20日の条に「竃大口より七ッ目を築き直し候」とあり、窯そのものについては少なくとも七回の築き直しがあったことがわかる。
この間に焼かれた製品はすべて陶器であり、各種の日用品が主体である。伝世品を見ると、胎土に大きく分けて二種のものが使われている。一つは小石や砂粒を多く含む土の様相を残したもの。もう一つは土が良く吟味され焼成も半磁器質にまで高められているものである。両者の差が時期差なのか同期の品質差を示すのかは不明である。釉薬としては鉄釉を掛けたものが多く、次いで藁灰に長石を混ぜた灰釉で占められている。鉄釉の上に灰釉をワンポイント風に流し掛けをして飾ったものも散見される。尚、伝世品のいくつかは五泉市村松郷土資料館に残されている。